# Madoryx plutonius
Espèce
Madoryx plutonius est une espèce d'insectes lépidoptères de la famille des Sphingidae, de la sous-famille des Macroglossinae, de la tribu des Dilophonotini et du genre Madoryx.

## Répartition et habitat
Répartition
Il se trouve en Amérique du sud Surinam, Venezuela, Guyane, Équateur, Pérou, Bolivie, Brésil, Argentine, Paraguay, du Costa Rica, GuatemalaColombie. Il est probablement aussi présent au Panama. La sous-espèce Madoryx plutonius dentatus se trouve au Mexique, Colombie et au Belize.

## Description
L'imago
L'envergure est 92-120 mm. Il diffère de toutes les autres espèces de Madoryx par l'apex très aigu de l'aile antérieur. La face dorsale présente deux taches argentées métalliques l'une supérieur arrondie très petite l'autre inférieure triangulaire allongée selon le grand axe de l'aile antérieure.
La chrysalide
La pupaison a lieu dans un cocon lâche de soie jaune et de feuilles. La chrysalide est brun sombre.

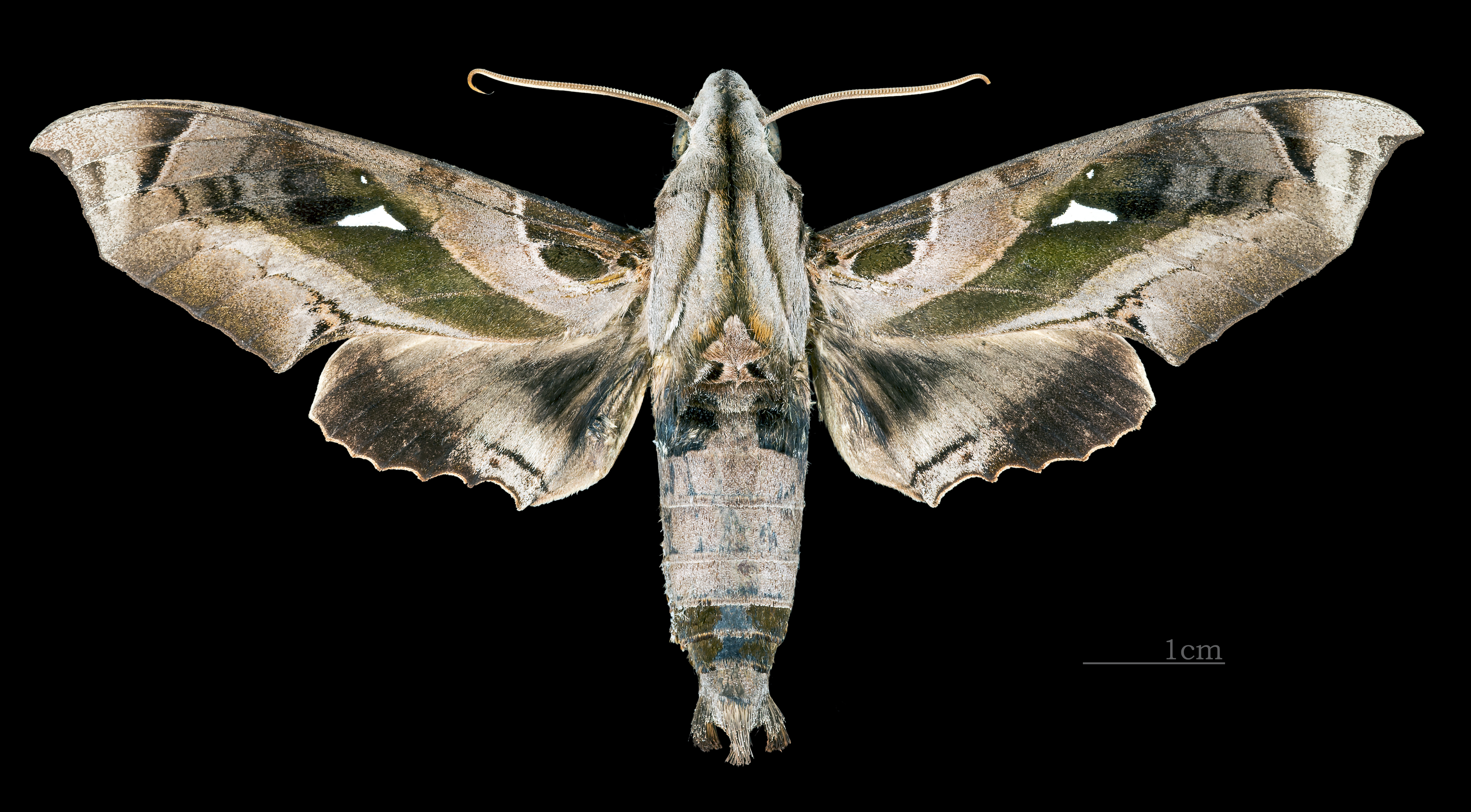
Avers du mâle (coll.MHNT)
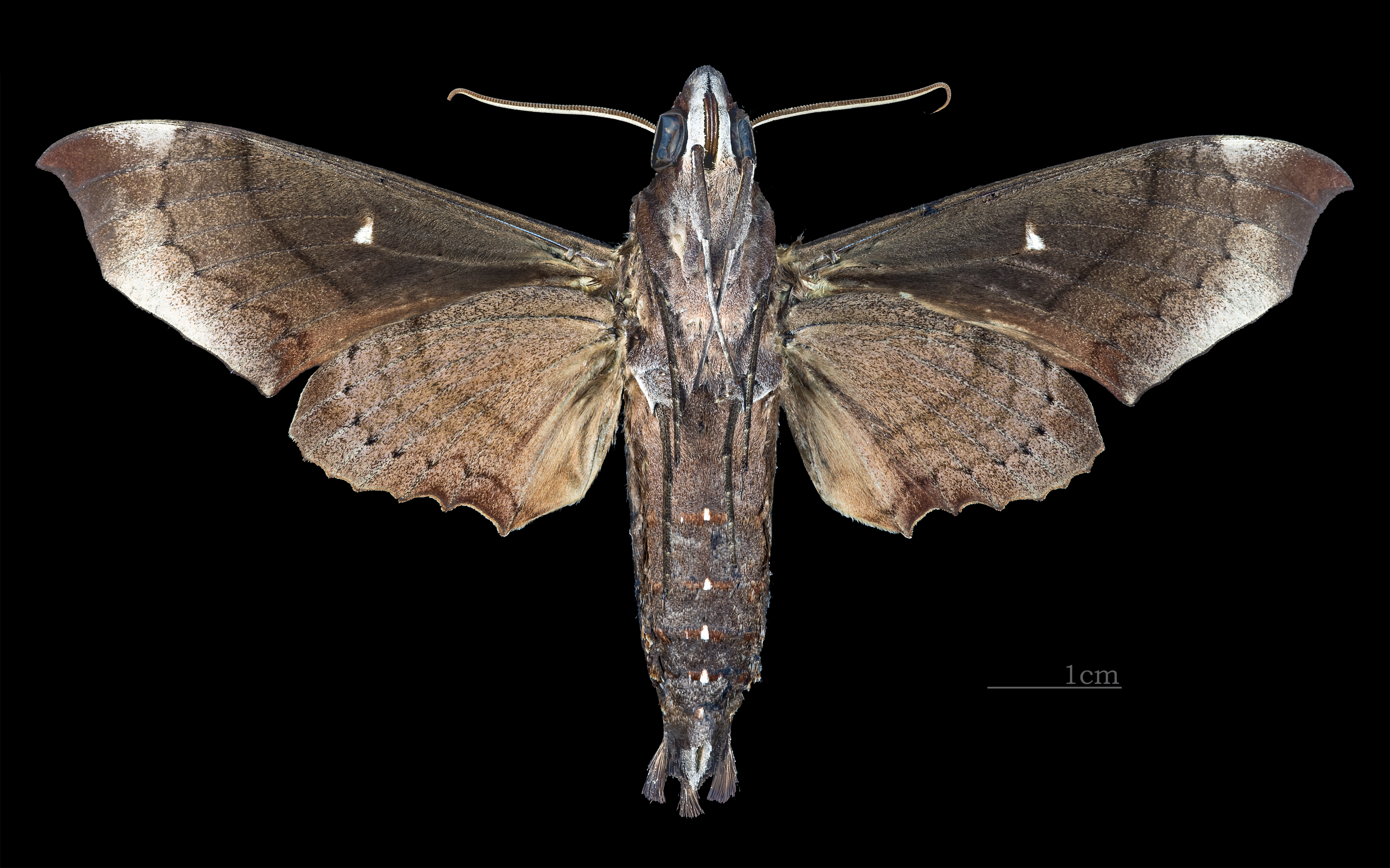
Revers du mâle (coll.MHNT)
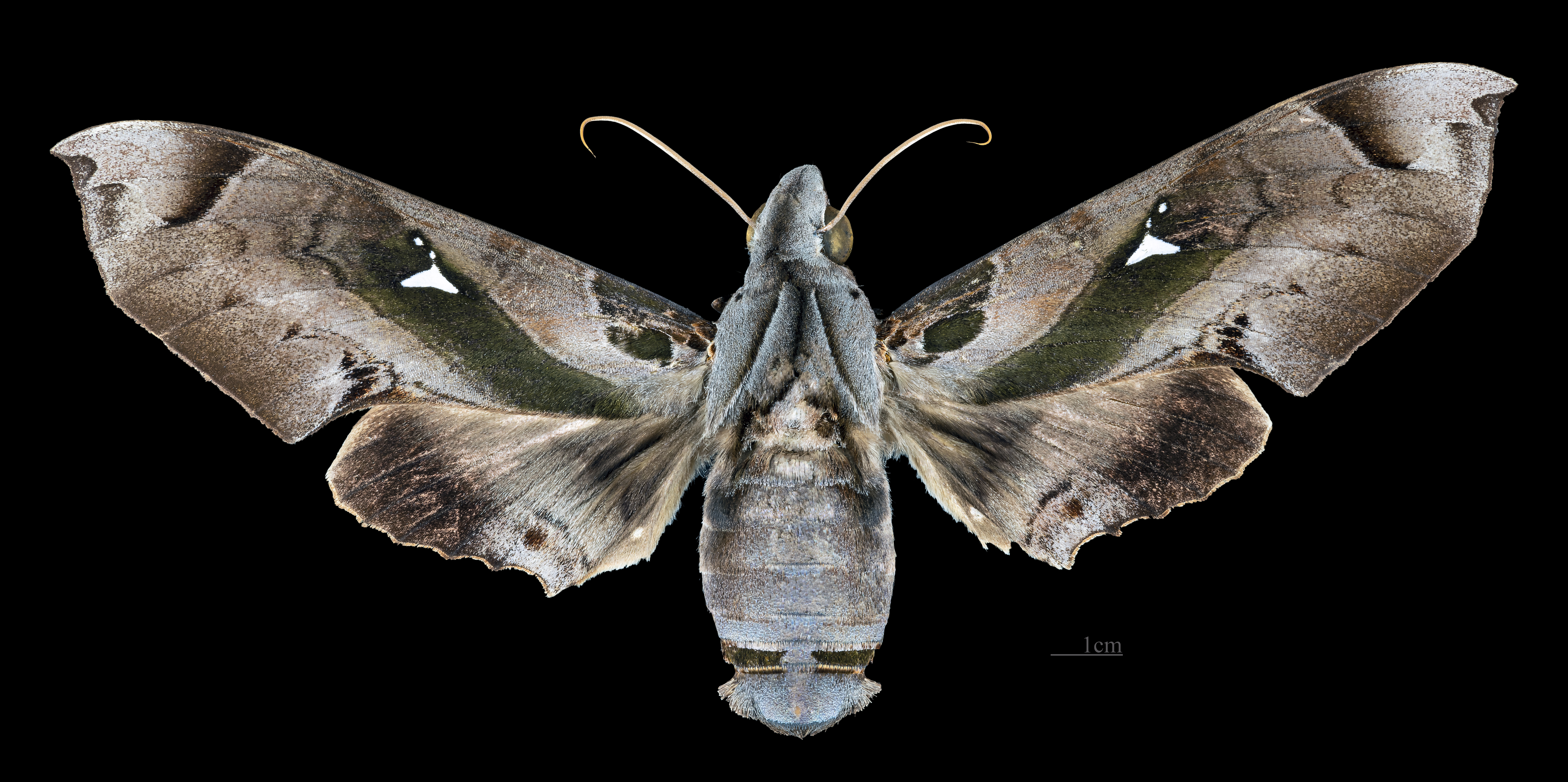
Avers de la femelle (coll.MHNT)
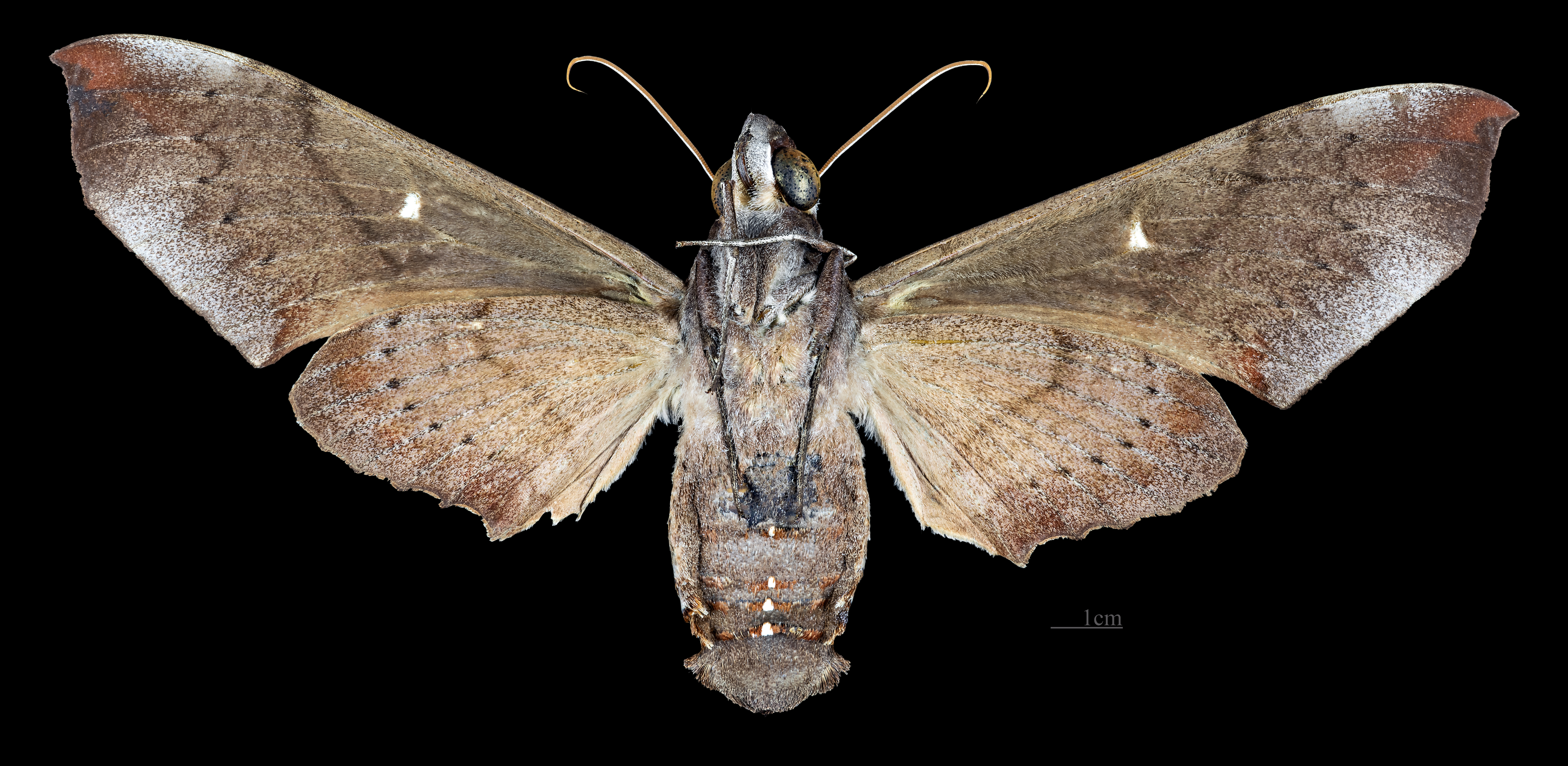
Revers de la femelle (coll.MHNT)

## Biologie
Les adultes volent toute l'année.
Les chenilles se nourrissent sur Conostegia xalapensis et  Vochysia hondurensis au Belize.

## Systématique
- L'espèce Madoryx plutonius a été décrite par l'entomologiste allemand Jacob Hübner en 1819[1].

### Synonymie
- Sphinx pluto Cramer, 1779
- Hemeroplanes plutonius Hübner, 1819
- Madoryx deborrei Boisduval, 1875

### Liste des sous-espèces
- Madoryx plutonius plutonius
- Madoryx plutonius dentatus Gehlen, 1931 (Mexique Colombie et Belize)

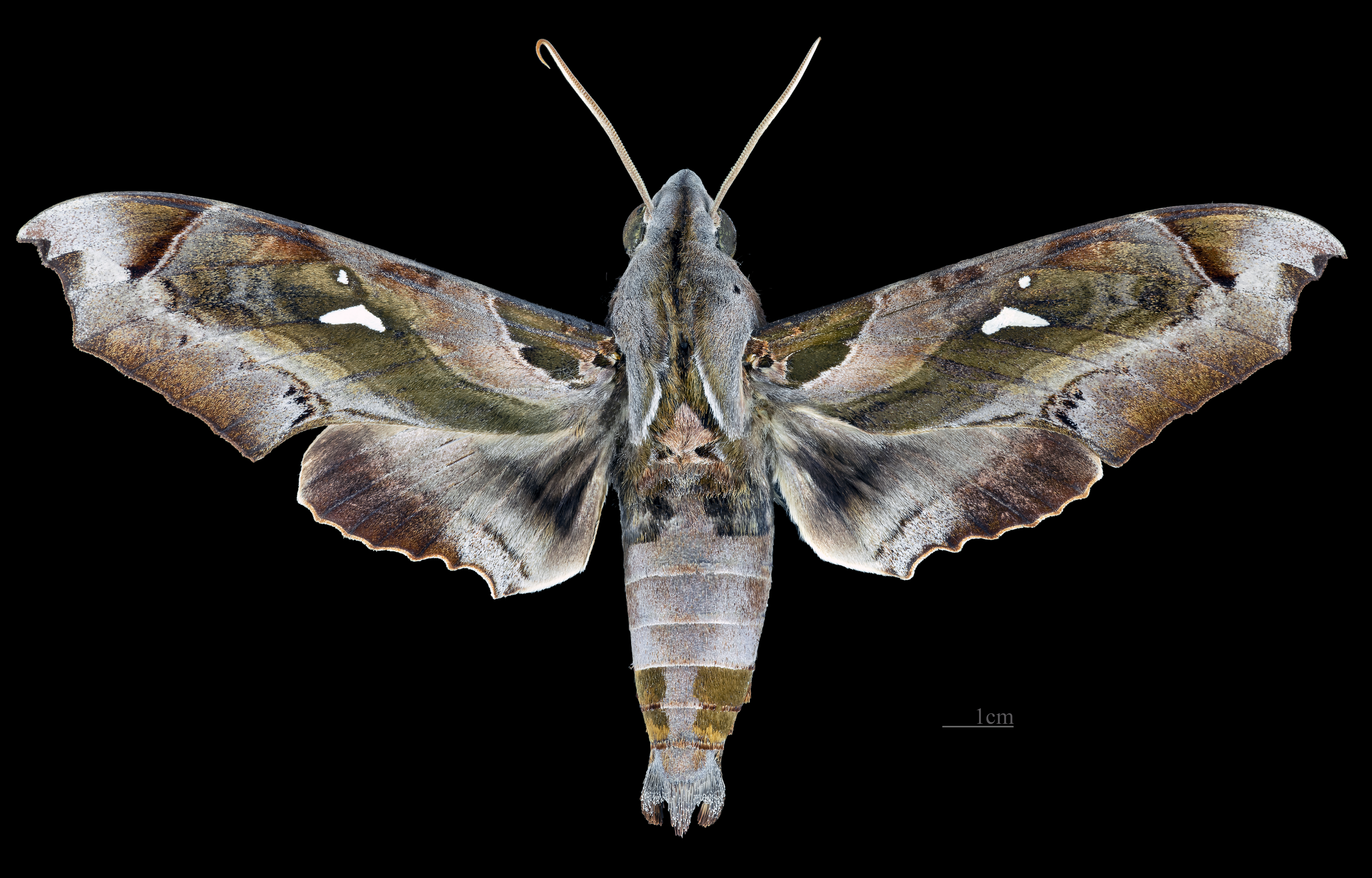
Madoryx plutonius dentatus Avers du mâle
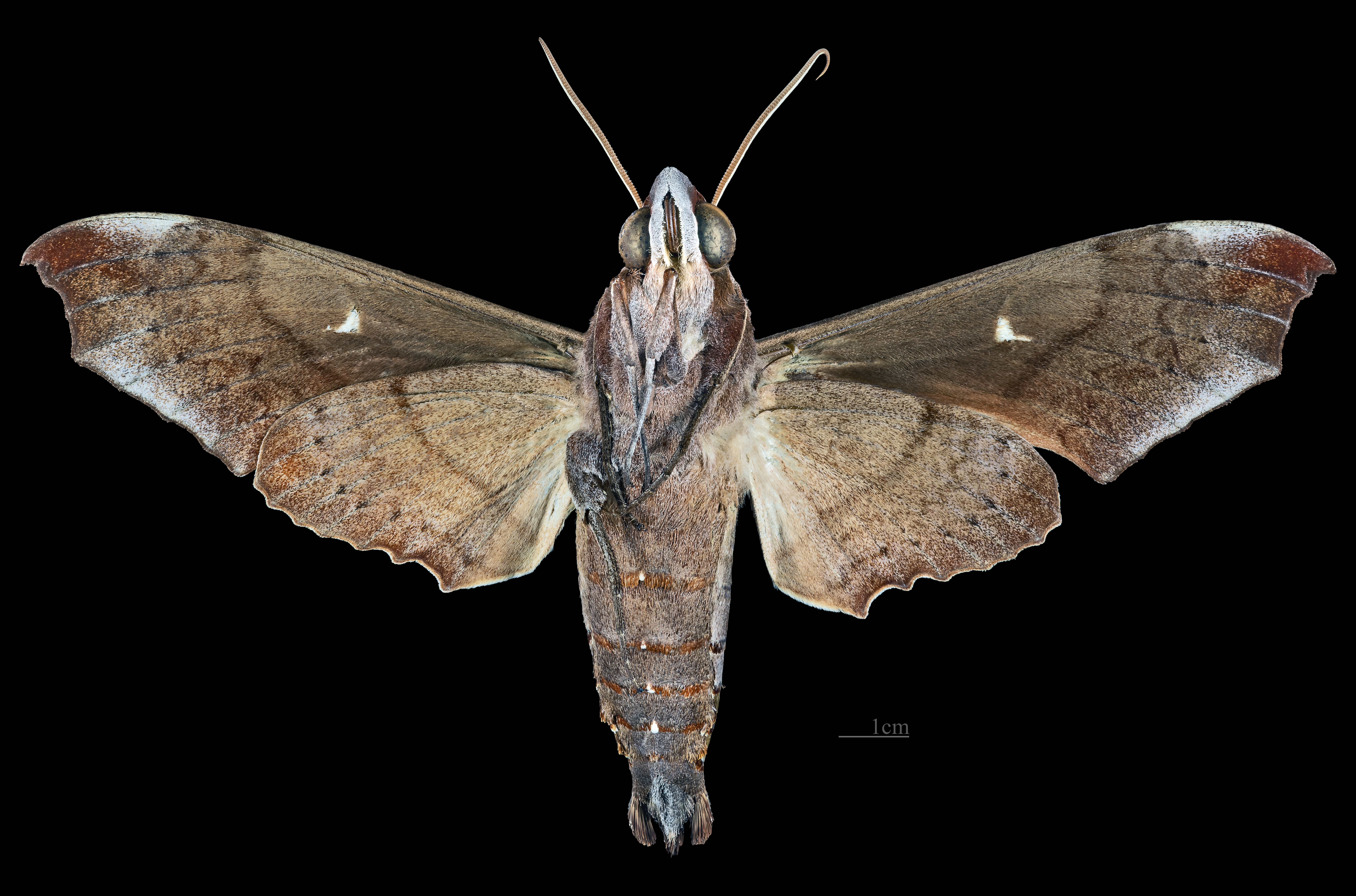
Madoryx plutonius dentatus Revers du mâle